# Lipidomik

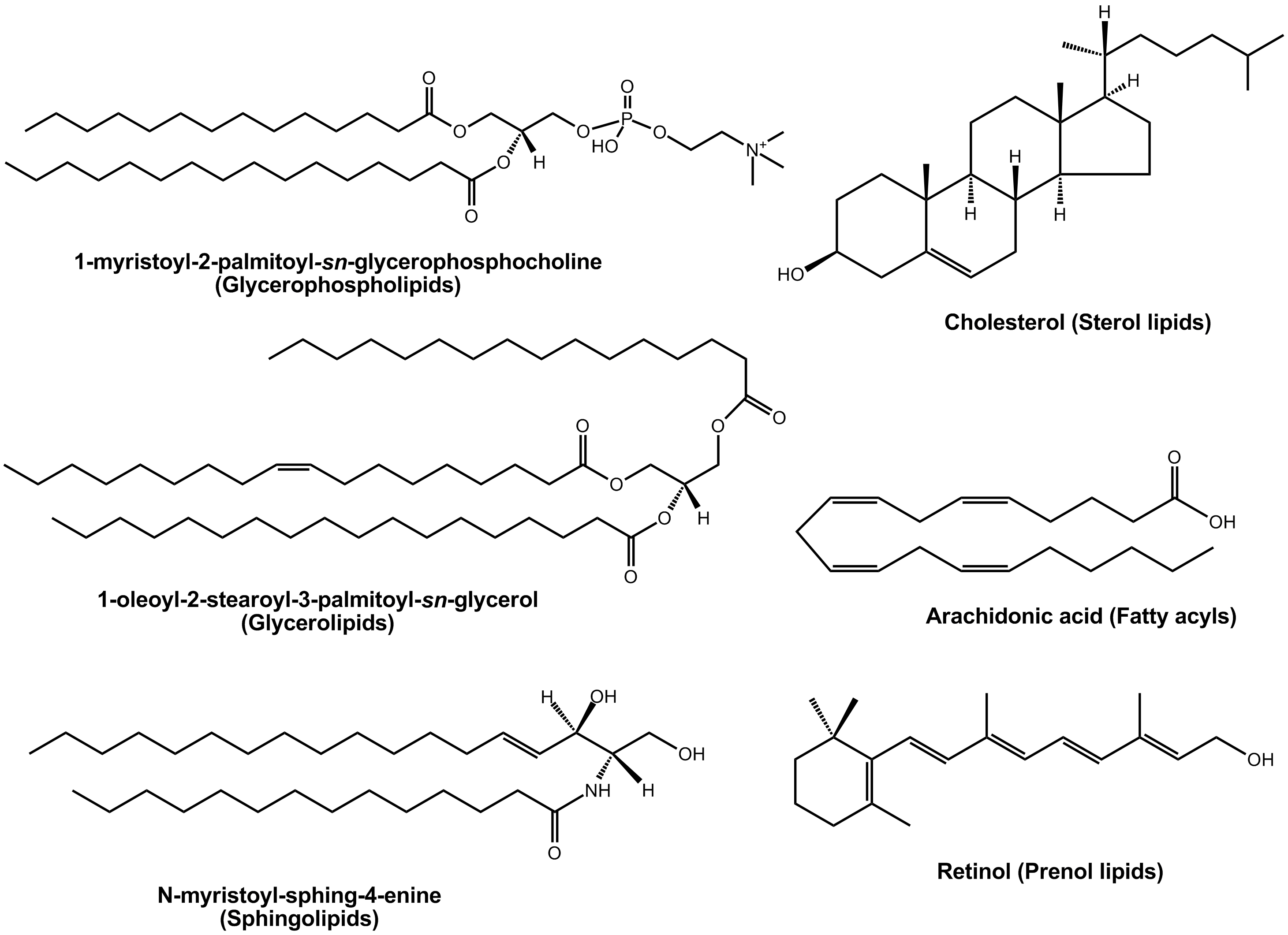
Klassen biogener Lipide

Lipidomik (englisch Lipidomics) bezeichnet in der Biochemie die Forschung zur Untersuchung aller Lipide, die in einer Zelle oder einem Organismus vorkommen. Die Bezeichnung wurde 2003 von X. Han und J. Gross geprägt. Die Lipidomik ist ein Teilgebiet der Metabolomik. Sie ist vergleichbar der Proteomik, die sich mit der Erforschung aller vorkommenden Proteine im Organismus und der Zelle beschäftigt.

## Ziel
Ziel und Aufgabenstellung der Forschung auf dem Gebiet der Lipidomik ist die Rolle der Lipide in vielen Stoffwechselerkrankungen wie Adipositas, Atherosklerose, Schlaganfall, Bluthochdruck und Diabetes mellitus festzustellen. Das schnell wachsende Gebiet der Lipidomik ergänzt die Gebiete der Genomik und Proteomik und macht mit ihnen die Systembiologie aus.

## Inhalte und Methodik
Inhalt dieser subdisziplinären Wissenschaft ist sowohl die Erfassung aller Lipide als auch die Bestimmung ihrer Funktionen und Protein-Lipid-Interaktionen im biologischen, physiologischen oder physikalischen Kontext. In der Lipidomik werden zur Charakterisierung der Lipide vielfältige Techniken eingesetzt wie die Massenspektroskopie (MS), Kernspinresonanzspektroskopie (NMR), Fluoreszenzspektroskopie, Fluoreszenzspektroskopie und Duale Polarisationsinterferometrie. Besonders geeignet erscheinen massenspektroskopische Methoden, die eine hohe Sensitivität aufweisen und bei denen durch die Ionisation der Moleküle diese nicht zum Großteil zerfallen. Eine geeignete und sanfte Ionisationsmethode ist hierfür die Nano-Elektrospray-Ionisations-Massenspektrometrie. Auch kommen bei der Lipidomik systembiologische Methoden des Hochdurchsatzes und der Bioinformatik zum Einsatz.
Die Untersuchungen in der Lipidomik beginnen meistens mit einer Extraktion der Lipide mit einer Mischung von Chloroform und Methanol nach Bligh und Dyer aus dem Jahr 1959. Anschließend erfolgt oftmals eine Trennung der Lipide per Hochleistungsflüssigkeitschromatographie (HPLC).